# ترومو
Terumo Corporation (テルモ株式会社 Terumo Kabushiki-gaisha) (テルモ株式会社 Terumo Kabushiki-gaisha)
شرکت ترومو در سال 1921 توسط گروهی از دانشمندان و به سرپرستی دکتر کیتاساتو شیباسابورا در ژاپن تأسیس شد. اولین خط تولید محصول این شرکت دماسنج‌های پزشکی بود.
در سال 1971 Terumo اولین شعبه خارج از کشور خود را تأسیس کرد. از آن زمان تا کنون این شرکت با تأسیس شرکت‌های تابعه در اروپا (1971), آمریکای جنوبی، چین، هند، فیلیپین،ویتنام، تایلند ، استرالیا و خاورمیانه ، خود را به یکی از بزرگترین شرکت پزشکی در تولید و تأمین تجهیزات آنالیز و مدیریت خون ، کاردیولوژی و محصولات بیمارستانی تبدیل کرده‌است.

## شاخه ها و تنوع محصولات

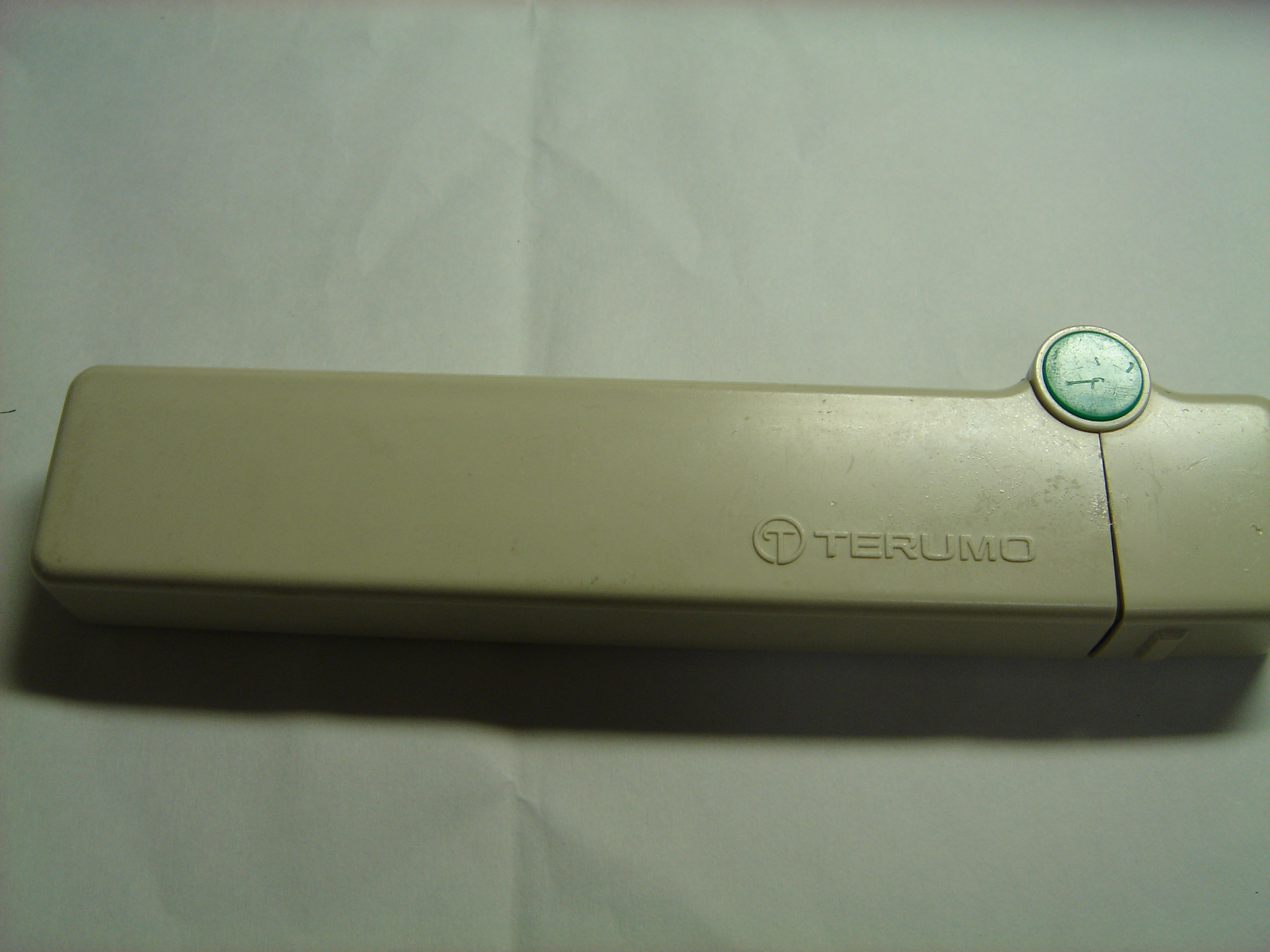
دماسنج های اولیه Terumo ، اولین محصولات شرکت

شرکت ترومو در 3 بخش کلی محصولات خود را ارائه می‌کند:
- تجهیزات قلبی و عروقی
  - سیستم‌های سونوگرافی فراصوت
  - کاتتر برای درمان بیماری عروق کرونر
  - Drug eluting stents
  - کاتتر آنژیوگرافی
  - شکم و محیطی اندوواسکولار کویل
  - ماشین آلات تخصصی قلب و ریه
  - Oxygenators با فیلتر شریانی ی
  - گرافت مصنوعی عروقی
- تجهیزات مدیریت خون
  - سیستم خودکار جمع آوری خون
  - دستگاه‌های خودکار پردازش خون
  - کیسه‌های هوشمند خون با فیلتر و مونیتور گلبول خون
  - سیستم‌های فناوری کاهش پاتوژن
  - درمانی apheresis سیستم
  - سیستم‌های افزایش میزان سلولات
- تجهیزات عمومی بیمارستان ها
  - IV کاتتر
  - تجهیزات تزریقات بیمارستانی و کلینیکی
  - پمپ سرنگ
  - سیستم‌های مانیتورینگ قند خون
  - ددستگاه لنسینگ برای جمع آوری خون
  - CAPD
  - دماسنج دیجیتال
  - مانیتور فشار خون[۳]

## خرید
در ژوئیه سال 1999 Terumo کلیه سهام شرکت 3 ام آمریکا را خریداری کرد.
در سال 2001 این شرکت 2 خرید عمده دیگر را به مجموعه خود اضافه کرد. شرکت Home Oxygen آمریکا و IkIKEN ژاپن.
در سال 2002 ترومو وارد بیزینس پروتز عروقی شد و شرکت بریتانیایی Vascutek را خریداری کرد.
چهار سال بعد و در سال 2006 این شرکت با خرید شرکت آمریکایی MicroVention Inc وارد فیلد جدید از بیزنس شد (اندوواسکولار کویل برای درمان آنوریسم مغزی) .
بافت دریچه قلب تقسیم کولر Chemine GmbH بود به دست آورد و در مارس 2007 و گسترش Terumo عملیات مربوط به پروتز عروقی است.
یک سال بعد شرکت ژاپنی بالینی Supply Co., Ltd. به زیر مجموعه‌های شرکت ترومو اضافه شد تا بیزینس رادیو تراپی خود را ارتقا دهد.
در مارس 2011 این شرکت اقدام به خریداری شرکت تجهیزات پزشکی CaridianBCT از ایالات متحده به ارزش تقریبی 2.6 میلیارد دلار کرد که بعدها نام این شرکت به Terumo BCT تغییر پیدا کرد. این بزرگترین خرید (تلفیق ) شرکت تجهیزات پزشکی تا به کنون است.
در همان سال شرکت Harvest technologies نیز خریداری گردید. 